# Düsseldorf
Düsseldorf [ˈdʏsl̩ˌdɔʁf] este capitala landului Renania de Nord - Westfalia și centrul administrativ al districtului Düsseldorf. Cu 629.047 de locuitori (la data de 31 decembrie 2022), orașul este al doilea cel mai mare ca mărime din land după Köln și al șaptelea oraș ca mărime din Germania.
Düsseldorful are o suprafață de 217,41 kilometri pătrați și, cu 2.893 de locuitori pe kilometru pătrat, este una dintre cele mai dens populate municipalități din Germania. Adițional, orașul face parte din regiunea metropolitană Rin-Ruhr, cu aproximativ 10,2 milioane de locuitori, și din regiunea metropolitană Renania, cu 8,7 milioane de locuitori. 

## Economie
Metropola renană este unul dintre cele mai importante cinci centre economice ale Germaniei, cu puternice legături internaționale, axat pe latura financiară, bursieră și culturală. Capitala poarta o reputație națională pentru orașul său vechi ("cel mai lung bar din lume"), pentru bulevardul comercial Königsallee ("Kö"), pentru locul de desfășurare a modei vestimentare și pentru Carnavalul din Düsseldorf. 

## Demografie
Orașul este cunoscut pentru numărul mare de locuitori din Asia de Est, inclusiv pentru comunitatea japoneză cu peste 8.400 de locuitori, a cărei zonă rezidențială și de afaceri din centrul orașului formează singurul Japantown din Germania numit "das japanische Viertel" (cartierul japonez).

## Monumente
- Biserica Sfântul Suitbert din Düsseldorf⁠(de)[traduceți], monument din secolul al XII-lea